# 베르나르 추미
베르나르 추미(프랑스어: Bernard Tschumi, 1944년 1월 25일 ~ )는 스위스와 프랑스 복수국적의 건축가, 작가 겸 교육자이다. 종종 해체주의 건축과 엮이기도 한다. ETH 취리히 졸업 후 영국 건축협회 건축학교와 프린스턴 대학교 등에서 가르쳤다. 미국 영주권을 가지고 뉴욕에서 활동하고 있다.

## 경력
1969년 취리히 연방 공과대학교에서 건축학 학위를 취득했다. 추미의 첫번째 대표작은 1983년 파리에서 설계사무소를 개업하고 같은 해 설계 대회에서 당선된 라빌레트 공원이다. 다른 대표작은 아크로폴리스 박물관, 루엥 콘서트 홀, 그리고 라로슈쉬르용 다리가 있다. 약 40년이 넘는 활동 기간 동안 60여개에 달하는 건물을 설계하고 이론적 프로젝트를 진행했다. 1988년부터 뉴욕에 본사를 둔 베르나르 추미 아키텍츠 (BTA)를 기반으로 활동해왔으며 2002년 파리에 베르나르 추미 도시 건축회사 (BtuA)를 설립했다. 1996년 프랑스 정부로부터 건축 그랑프리를 수상했다.
영국과 미국에서 교육 활동을 해왔다. 그가 활동한 학교로는 포츠머스 대학교, AA 스쿨, 프린스턴 대학교, 쿠퍼 유니언, 컬럼비아 대학교가 있으며 1988년부터 2003년까지 컬럼비아 대학교 건축대학원의 학장을 지냈다.